# 西荻ミナミ
西荻 ミナミ（にしおぎ ミナミ）は、寓話作家という肩書きで映画監督、脚本家、絵本作家、作詞家、作曲家など、創作全般に関わる日本のクリエイター

## 主な企画作品
絵本
ぬいぐるみ（2015） ※協力　特定非営利活動法人 NGO活動教育研究センター
映画
歌ってみた 恋してみた（監督・脚本） - 兼製作 （2019年公開　配給：アルミード）

## 主な仕事
プロジェクトマネージャ
『Blue〜光と闇の中で〜MusicVideoClip』 - 小林梓CDアルバム「ピンクのマーガレット」封入特典
監修・製作
『春の日〜楽団☆タクマニアMusicVideo集』DVD

## 受賞歴
- 映画 『歌ってみた恋してみた』  -  Eurasia International Monthly Film Festival「Best Feature Film」May 2018